# لیدز سنتر (ویسکانسین)
لیدز سنتر (به انگلیسی: Leeds Center) یک منطقهٔ مسکونی در ایالات متحده آمریکا است که در شهرستان کلمبیا، ویسکانسین واقع شده‌است. لیدز سنتر ۳۲۴٫۰۱ متر بالاتر از سطح دریا واقع شده‌است.